# Guillermo García Alvarado
Guillermo Jesús García Alvarado (Barquisimeto, Estado Lara, Venezuela; 18 de noviembre de 1981) es un actor de cine, televisión y voz, locutor y periodista venezolano.

## Biografía
Guillermo García inició sus estudios en la Escuela Nacional de Teatro "Alvarado de Rosson", especializándose en artes escénicas (Mención Teatro). Es, además, licenciado en comunicación social (Mención Periodismo) de la Universidad Fermín Toro de Barquisimeto, Lara, Venezuela. Fue locutor del programa Por las buenas o por las malas, para la emisora FM La Mega de Barquisimeto. Más adelante, realizó locución comercial para diversas marcas reconocidas como Procter & Gamble, Rexona, Sopas Knorr o Banco Activo.
Su trayectoria actoral comenzó en las tablas, concretamente en el año 1999 cuando se estrenó con la pieza teatral Ese bolero no es mío, dirigida por Jaime Niño. En el año 2001 presentó Réquiem por un eclipse dirigida por Rebeca Bracho Seijas en la Cátedra de Teatro de la Universidad Fermin Toro.  Y realizó un curso de Rolando Ramírez, con quien seguidamente trabajaría en Hermanos y Algunos en el islote.
En 2002, tras mudarse a Caracas, continuó estudiando actuación y participó en diversas obras teatrales, entre ellas Algunos en el islote, Los hermanos, Violento, Amanecí con ganas de morirme, Falsarios y Todo o nada.
Durante el 2003 hizo un curso con Elba Escobar que llevaba por nombre Ser actor, ser humano: este estudio le otorgó las herramientas necesarias para, en el año 2005, respirar sus primeros aires en la gran pantalla con personajes en las películas Miranda de Diego Rísquez y Pensión Amalia de Otto Rodríguez, mientras que paralelamente continuó su carrera teatral con La rosa tatuada.
El 2006 resultó fructífero para García, ya que fue parte del elenco de la novela Guayoyo Express emitida por Televen, repitió en el cine con Valium de Pedro Uribe, hizo la obra Violento dirigida por Aníbal Grum y además acabó con el curso actoral de dos años impartido por Matilda Corral.
Más tarde, Guillermo firma contrato con RCTV para entrar en el dramático Camaleona e interpretar a Iñaqui, un personaje que creía que la vida no tenía sentido sin amor. Durante el 2008 estuvo en la película de Carlos Malavé llamada Las caras del diablo, hecha bajo la modalidad de cine de guerrilla, con éste director repitió en el largometraje que haría luego titulado Último cuerpo, aunque antes se vería implicado en el reparto del film Venezzia de Haik Gazarian.
El joven actor participó en el 2009 en la serie juvenil Isa TKM, mientras que ese mismo año bajo la tutela de César Sierra actuó en la pieza teatral Los chicos del 69. Para el 2010 volvió a Venevisión con Un esposo para Estela, Frank Spano le dio un personaje en su película Hora menos y subió el telón con Ana María Simon, Malena González, Guillermo Canache y Juliette Pardau en Adulterio, un guion original de Woody Allen.
La protagonización en cine para Guillermo aterriza de la mano de la ópera prima de Miguel Ferrari en el 2011, con un texto que al final llevó por nombre Azul y no tan rosa, convirtiéndose en un éxito en la taquilla venezolana, ubicándose como el largometraje venezolano más visto del 2012 y la cuarta película nacional con mayor cantidad de espectadores de los últimos diez años. Asimismo, durante ese periodo García graba La mujer perfecta, escrita bajo la pluma de Leonardo Padrón, ahí hizo de Daniel Sanabria, conocido como el Dr. Sí, mientras que a veces en las noches era incapaz de pisar las líneas del suelo gracias a su obsesión por la simetría en el personaje que interpretaba dentro de la obra de teatro Toc Toc.

## Filmografía

### Cine
- El soborno del cielo (2016).
- La casa del fin de los tiempos (2013) como Sacerdote.
- Azul y no tan rosa (2012) como Diego.[5]
- Ultimo Cuerpo (2011).
- Venezzia (2009) como Mayor Manny Díaz.

### Televisión
| 2014 | La tusa (Los hombres también lloran) | Javier                         | Caracol Televisión |
| 2012 | Mi ex me tiene ganas                 | Cornelio Mena                  | Venevisión         |
| 2010 | La mujer perfecta                    | Daniel Sanabria                | Venevisión         |
| 2009 | Un esposo para Estela                | Dorian Delgado                 | Venevisión         |
| 2007 | Camaleona                            | Ignacio 'Iñaqui' Lofiego Rivas | RCTV               |

### Doblaje
Desde 2005 hasta finales de 2007, Guillermo García se dedicó de lleno al doblaje al español neutro de dibujos animados, películas y series de televisión. Trabajó en los estudios Etcétera Group, donde realizó doblajes para empresas como Cartoon Network, Warner Bros., Turner Broadcasting (series de Adult Swim) y Disney Channel. Es conocido por haber interpretado a Linterna Verde en Liga de la Justicia Ilimitada, Lobo Gris en Legión de Superhéroes, Brock Samson en Los hermanos Venture, el oficial Maní en Ratón Esponja y por haber sido la primera voz del padre de Derek Venturi en la serie de Disney Life with Derek.